# Movimento (sociologia)
In sociologia un movimento  è una qualunque formazione sociale collettiva relativamente strutturata che appare identificabile per il fine dei suoi partecipanti e membri di difendere o promuovere degli "oggetti" o delle situazioni che hanno una connotazione sociale, e quindi delle implicazioni di fatto o di valore per un gruppo più o meno circoscritto di soggetti.
Inserito nel contesto dei comportamenti collettivi, il movimento è rappresentato da un gruppo nel quale i ruoli dei componenti non sono definiti e le relazioni sociali sono per lo più a carattere cooperativo e dotate di forte carica emotiva. Solitamente il movimento focalizza l'attenzione su un determinato obiettivo e si mobilita per conseguirlo.

## Descrizione
I movimenti sociali sono delle forme di aggregazione di individui che hanno come obiettivo la difesa, la promozione o il cambiamento di un fatto che ha connotazione sociale. Ciò avviene in particolare quando il sistema politico e istituzionale non è ritenuto in grado di rappresentare pienamente la società civile. I movimenti possono evolvere verso forme di partiti politici e partecipare ad eventuali elezioni oppure rimanere al rango di movimento sociale.

## In ambito sociologico

### Definizione dei movimenti sociali
I movimenti sociali sono soggetti politici e sociali che si definiscono in base a:
1. Tipo di conflitto espresso: gli elementi che vengono portati all'attenzione della sfera pubblica da parte dei movimenti sociali sono di carattere culturale, esigenze di auto-affermazione dell'identità individuale, esigenze più astratte e post-materialiste. Sono legate ad un livello di istruzione più alto, necessario per poter afferrare l'importanza di determinate questioni. I movimenti odierni guardano dunque ai ceti medi riflessivi ed in formazione (come ad esempio gli studenti). I conflitti non sono più immediati, come in passato, ma richiedono un maggiore livello di consapevolezza.
2. Identità e progetto: un movimento sociale è tale se ha un'identità collettiva condivisa e se presenta un progetto di difesa o cambiamento di uno o più aspetti della società, che può essere perseguito pacificamente o con la violenza.
3. Forme organizzative: non può esistere alcuna azione collettiva senza organizzazione. A differenza dei partiti politici tradizionali, che possiedono una disciplina interna, sono costruiti per via gerarchica e i membri interni beneficiano di una tessera di partito, i movimenti sociali invece presentano un'organizzazione più debole, poiché non hanno tessere, la partecipazione è volontaria e libera e non possiedono statuti e dirigenti a cui il membro deve rispondere ufficialmente del suo comportamento. Durante le manifestazioni di piazza, più i movimenti sono complessi e più è difficile stabilire un controllo della piazza, essendo complicato organizzare servizi d'ordine: una minoranza organizzata riesce a prevalere su una maggioranza disorganizzata.

Le forme organizzative possono essere verticali, ossia prevedono una leadership formale posta a capo dei semplici attivisti, o reticolari, ovvero strutturati secondo la logica della rete internet. In quest'ultimo caso i diversi soggetti sono in contatto e stabiliscono l'organizzazione del movimento, ma formalmente nessuno ha egemonia sugli altri. I movimenti odierni sono strettamente legati alla logica reticolare, che ha il vantaggio di permettere un'organizzazione più veloce e quindi più capace di sfuggire al controllo del potere.

### Vicende dei movimenti sociali
I movimenti sociali si trasformano in base allo Stato nascente, alla Mobilitazione, al Consolidamento e all'Istituzionalizzazione:
1. Stato nascente: si richiedono leader profetici e carismatici in grado di attirare l'attenzione.
2. Mobilitazione: è la fase in cui nascono le prime forme di organizzazione del movimento, che comincia a rendersi visibile e a manifestarsi, aumentando le adesioni ad esso. Si concretizzano le parole d'ordine che convincono ad aderire al movimento.
3. Consolidamento: una volta diffuse le proprie istanze di rinnovamento, il movimento si trova davanti a un bivio: se i leader del movimento generano un'organizzazione più solida, fondano partiti e delle sedi per essere riconoscibili (costruiscono la “macchina”, i contatti, l'amministrazione, non infiammano le folle), si ha il Consolidamento, altrimenti si giunge alla Smobilitazione, in cui il movimento sociale ha cattiva amministrazione e dunque non riesce a consolidarsi; calano le adesioni ed aumenta il pericolo di nascita di gruppi minori o terroristici.
4. Istituzionalizzazione: è l'ultima fase, in cui non tutti i movimenti riescono a giungere. Le organizzazioni decidono di diventare attori politici, di competere nelle elezioni, legittimando alcune tematiche proposte. Si richiede un modello di leadership esperto in politica, e un modello invece carismatico che riesca a trarre voti all'interno di una situazione critica.

Secondo il sociologo Francesco Alberoni, il movimento rappresenta un gruppo allo "statu nascenti", ovvero precede l'istituzionalizzazione dei ruoli e la formalizzazione delle relazioni sociali al suo interno.

## Il movimento operaio
Il primo esempio di movimento è quello Operaio (a partire dal XIX secolo – rivoluzione industriale), in cui veniva sottolineato il conflitto tra capitale e lavoro: uno dei problemi fondamentali della società industriale era come distribuire il capitale tra i lavoratori (conflitto risolto con la proprietà privata, sotto forma di profitti e salari pagati a coloro che vendevano la loro forza lavoro impiegata in fabbrica). Il movimento operaio si è battuto anche per l'abolizione delle classi sociali, affinché venisse ampliato il suffragio; il sistema economico avrebbe potuto così produrre di più in condizioni di maggiore giustizia. Vi è a seguire il movimento nazionalista (seconda metà del '900), 

### Nella società post-industriale
Nella società post-industriale, il settore industriale non è più di posizione centrale, in quanto risulta centrale quello terziario, che produce e fornisce servizi (insegnamento, sanità, pubblicità, commercio: tutto ciò che non riguarda lavoro agricolo e operaio). Il contributo dato al PIL dal settore terziario cresce via via maggiormente. Si afferma quindi un declino del movimento operaio, anche se da una parte prende la forma di Sindacato. A partire dagli anni 60, nascono i movimenti sociali come quello femminista, per i diritti civili, antinucleare ed ecologico, per i diritti omosessuali, antiglobalisti (tutti facenti parte della società post-industriale).

### Meccanismo della contrattazione collettiva
Poiché il livello salariale viene stabilito attraverso una contrattazione tra lavoratori e datori di lavoro, il movimento operaio diventa un elemento di attività politica ortodossa, quindi istituzionalizzata. Il conflitto viene dunque riconosciuto a livello istituzionale, e non è più un conflitto politico che mette in discussione il funzionamento del sistema, ma ansi produce una rappresentanza politica inserita nel contesto demografico.

## Altri esempi di movimento sociale
- Esempi di ordine generale: movimento culturale (es. il punk), movimento artistico (es. il dadaismo), movimento letterario (es. il decadentismo), movimento politico (es. il comunismo), movimento sociale (es. movimento per i diritti umani), movimento popolare (es. movimento autonomista), movimento religioso o spirituale (es. la New Age), ecc.

- Mentre i movimenti sopra descritti – con l'eccezione forse di quelli artistico-letterari, in cui lo stesso termine "movimento" ha una valenza affine ma differente – coinvolgono in genere ampi strati di popolazione, prefiggendosi modifiche rilevanti di uno status quo o del sentire comune (dando in certi casi vita a sollevazioni per il conseguimento di un fine visto come miglioramento di una certa condizione), esistono poi movimenti "di nicchia", i cui fini sono per natura circoscritti a classi ristrette di persone.